# Plagiolepis succini
Plagiolepis succini é uma espécie de formiga do gênero Plagiolepis, pertencente à subfamília Formicinae.